# January Col
January Col är ett bergspass i Antarktis. Det ligger i Östantarktis. Nya Zeeland gör anspråk på området. January Col ligger 2 814 meter över havet.
Terrängen runt January Col är huvudsakligen kuperad, men söderut är den platt. January Col ligger uppe på en höjd. Trakten är obefolkad. Det finns inga samhällen i närheten. 